# Leskia depilis
Leskia depilis är en tvåvingeart som först beskrevs av Daniel William Coquillett 1895.  Leskia depilis ingår i släktet Leskia och familjen parasitflugor. Inga underarter finns listade i Catalogue of Life.